# Morro do Ouro
O Morro do Ouro é um morro situado no município de Barra da Estiva, na Bahia. Localizado na Chapada Diamantina, este morro faz parte da Serra do Cocal e tem como vizinho o Morro Santa Bárbara, mais conhecido como Morro da Torre.
Ali tem sua nascente o Rio Paraguaçu, surgindo de forma tímida como um pequeno riacho que "cabe em uma mão"; no lugar havia uma plantação de café e em 2012 havia um pasto abandonado, havendo sido adquirido pelo pequeno empresário Admo da Conceição que, para proteger o lugar, deixou as terras se recuperem sozinhas: "“Eu arranquei o café e deixei, abandonei. Fiz isso porque eu gosto da natureza, eu gosto da água, ninguém tem o direito de destruir uma nascente que uma vez morta nunca mais vai existir”, afirmou à época. Dali o rio segue rumo ao norte, até a Barragem do Apertado.